# O zone mio
|  | Denne artikel er oprettet af botten PalnaBot ud fra en ekstern database. Den kan derfor have sproglige fejl eller mangler. Denne skabelon kan fjernes efter kontrol af indholdet. |

O zone mio er en eksperimentalfilm fra 1990 instrueret af Lene Ingemann, Rie Honoré efter manuskript af T.S. Høeg, Lene Ingemann.

## Handling
En præsentation snarere end et portræt af multikunstneren T.S. Høeg. I små lukkede forløb, der eksperimenterer med klipning, former og farver, kommer kunstnerens mangesidede talent til udtryk. I stedet for at forklare inviterer videoen på et kig indenfor i T.S. Høegs univers. Her kan publikum så selv få syn for sagn.